# 美国农业与生物工程师学会
美国农业与生物工程师学会(ASABE)，成立于1907年，是一个拥有来自100多个国家约9000会员的国际工程学会。它是国际农业和生物系统工程委员会(CIGR)的区域成员。其前称为美国农业工程师学会，2005年改为现名。

## 参看
- 农业工程
- 食品科學
- 现代食品工程
- 食品和生物加工技术